# Прядильщиков, Фёдор Афанасьевич
Федор Афанасьевич Прядильщиков (26 января [7 февраля] 1811, Очёрский завод, Пермская губерния — 17 [29] декабря 1870, Очёрский завод, Пермская губерния) — краевед и летописец.

## Биография
Фёдор Афанасьевич Прядильщиков родился в семье крепостного заводского приказчика в поселке Очерского завода. Его отец, Афанасий Федорович, принимал участие в модернизации строгановского предприятия. В 1819 году владелица имения графиня Софья Строганова за заслуги Афанасия Фёдоровича Прядильщикова дала трем его сыновьям «вольную». На средства Софьи Строгановой Федор Прядильщиков окончил Пермскую мужскую гимназию, затем продолжил обучение на историко-филологическом факультете Казанского университета, где учился на казенный счет. Университет он закончил в 1835 году «кандидатом по словесному отделению».
До середины 1840-х годов работал старшим учителем словесности в Пермской мужской гимназии. Преподавал логику, риторику, грамматику, славянский язык.
В 1844 году Прядильщиков был переведен инспектором гимназии в сибирский город Томск. Служба его в Томской гимназии продолжалась до 1859 года. Умер в Очере 17 декабря 1870 года.

## Публикации
Ф. А. Прядильщиков своих работ при жизни не публиковал. О его трудах стало известно в 1870-е годы, благодаря другому краеведу-любителю И. В. Вологдину, близко знавшему Прядильщикова и получившему после смерти владельца его архив.
В 1870 году при посредстве Вологдина были опубликованы две работы Прядильщикова в журнале «Русская старина»:
- Исполнение указа Петра Великого о бритии бород в Соликамске 1705 г.
- Обращение раскольников в православие в Пермской епархии 1788 г.

В 1877—1881 годах в «Пермских губернских ведомостях» были опубликованы двенадцать статей и заметок Прядильщикова, в том числе о заводчиках М. Походяшине, С. Яковлеве, Л. Расторгуеве, уроженце Пермской губернии, историке Сибири П. А. Словцове, о пребывании М. М. Сперанского в Перми и другие.